# 佐世保中央インターチェンジ
佐世保中央インターチェンジ（させぼちゅうおうインターチェンジ）は、長崎県佐世保市矢岳町・平瀬町に設置されている西九州自動車道のインターチェンジである。

## 道路
- E35 西九州自動車道

## 接続する道路

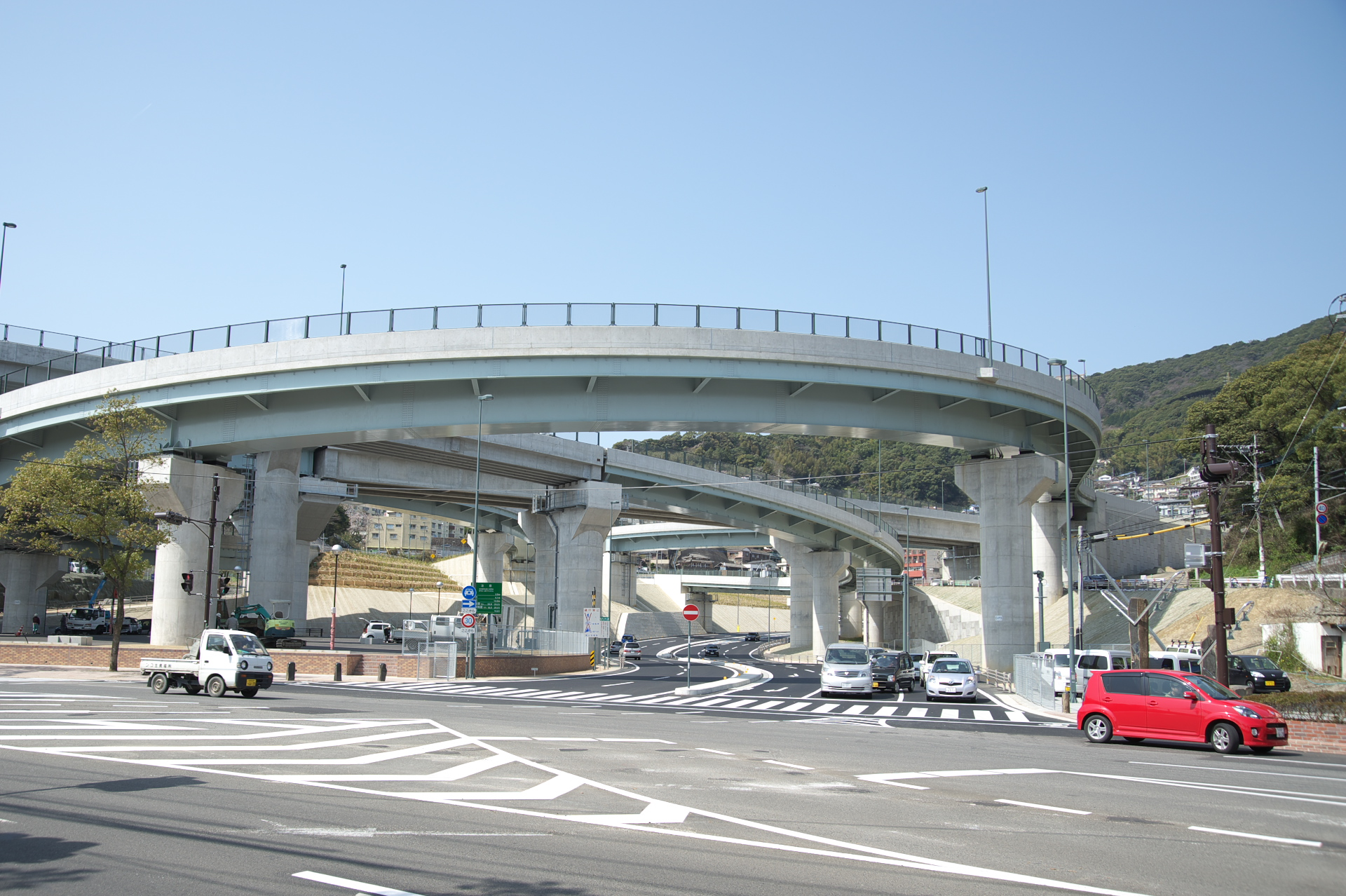
出入口

- 佐世保市道
すぐそばの長崎県道11号佐世保日野松浦線および長崎県道26号佐世保港線と接続。

## 歴史
インターチェンジ建設場所は九州文化学園高等学校の旧敷地とその周辺であるが、それ以前は1907年に前年のペスト流行の対策として町ごと焼き払われ消滅した下矢岳町の跡地を利用した海軍の練兵場が置かれていた。
- 2010年3月20日 : 相浦中里IC-佐世保みなとIC間開通に伴い供用開始
- 2025年3月23日 : 佐々IC-佐世保中央ICが4車線化し、有料道路に移行。[1][2]

## 周辺
本インターチェンジに接続する佐世保みなとIC側の道路は海上自衛隊佐世保基地の平瀬地区を通過するため、一部区間がシェルターで覆われている。
- 海上自衛隊佐世保基地
- 米海軍佐世保基地
- 海上自衛隊佐世保史料館
- 旧海軍佐世保鎮守府凱旋記念館（佐世保市民文化ホール）
- 海上自衛隊佐世保地方隊
- 佐世保市総合医療センター
- 佐世保警察署
- 佐世保市消防局
- 佐世保公園・ニミッツパーク
- 佐世保市役所
- 佐世保合同庁舎
- 県北振興局
- さるくシティ4○3
- 佐世保バーガーショップ「ヒカリ」・「ログキット」 ※インターチェンジ出入口の隣
- 西海パールシーリゾート
- 弓張岳
- 松浦鉄道西九州線佐世保中央駅
- 佐世保共済病院
- 佐世保玉屋

## 隣
E35 西九州自動車道（佐世保道路）
(7)相浦中里IC - (6)佐世保中央IC - (5)佐世保みなとIC - (4)佐世保大塔IC